# Landmarkismo
Landmarkismo ou Sucessionismo Batista é um termo disseminado a partir de 1856 pelo editor do jornal The Tennessee Baptist, James R. Graves para referir a uma doutrina teológica e perspectiva pseudo-histórica das origens dos batistas.
Este termo é extraído da publicação de um panfleto de James M. Pendleton: An Old Landmark Re-Set (“Um Antigo Marco Divisório Recolocado”), uma alusão a Provérbios 22:28: "Não removas os antigos limites que teus pais fizeram" (Almeida Corrigida Fiel).
Os landmarkistas defendem que:
- A igreja é somente uma congregação local e visível, não existindo a tal “igreja universal” ou “igreja invisível”;

- O batismo só é válido quando realizado por uma igreja batista local corretamente constituída;

- A Ceia do Senhor somente deve ser ministrada para membros da congregação local;

- As cartas de Paulo eram [e são] destinadas exclusivamente a igrejas locais;

- Uma “linhagem” batista histórica pode ser traçada desde os tempos de João Batista, como a publicação “Rastro de Sangue”, de J. M. Carroll;

- Os batistas não são protestantes, e não devem aceitar ordenanças de outros grupos evangélicos.

A teoria sobre a origem dos batistas defendido pelo landmarkismo é a  teoria de sucessão apostólica postula que os batistas atuais descendem de João Batista e que a igreja continuou através de uma sucessão de igrejas (ou grupos) que batizavam apenas adultos, como os montanistas, novacianos, donatistas, paulicianos, bogomilos, albigenses e cátaros, valdenses e anabatistas. No entanto, tais teorias não são aceitas por historiadores acadêmicos batistas.